# John Gast (pintor)

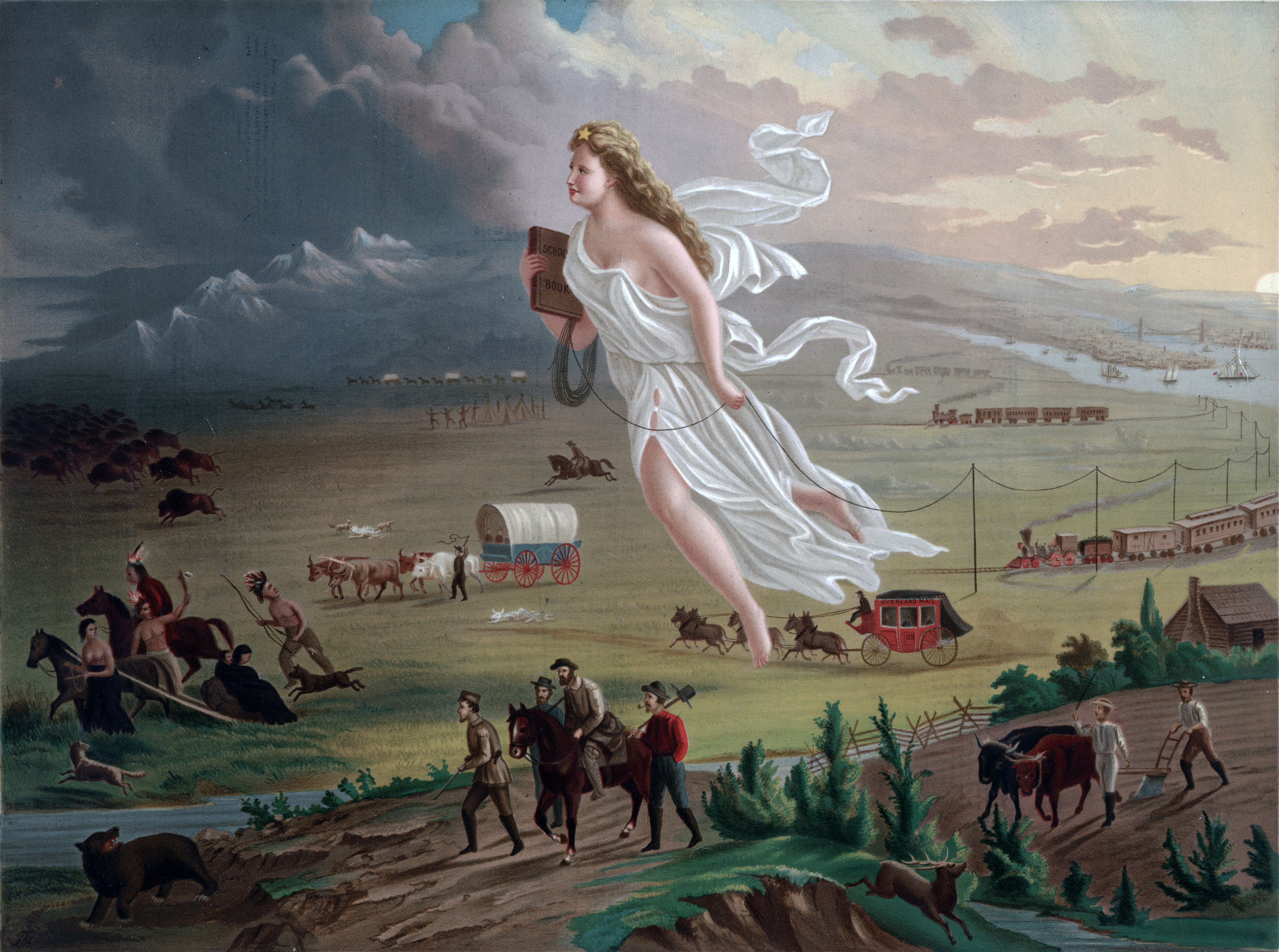
Progreso americano, 1872

John Gast (21 de diciembre de 1842 en Berlín, Prusia - 26 de julio de 1896 en Brooklyn, Nueva York) fue un pintor y litógrafo estadounidense nacido en Prusia (hoy Alemania).
Su obra pictórica más destacada es American Progress (1872); este cuadro y muchos de sus otros dibujos se encuentran en el Museo Autry del Oeste Americano en Los Ángeles, California.

## Primeros años
Era hijo de Heinrich Gast (1810-1898) y Bertha Volkmann (1819-1902). La familia germana emigró de Berlín a la región vinícola del centro de Misuri (actual Hermann, Misuri) antes de 1850. Desde allí, la familia se mudó a St. Louis unos años más tarde. 
Leopold era un maestro litógrafo y, junto con su hermano August, fundó la August Gast Banknote and Lithograph Company. Era una importante imprenta que producía documentos, diseños de membretes para la industria, certificados ornamentados y muchos otros documentos en papel para clientes de todos los  Estados Unidos.
La empresa existe hoy en día y sus productos históricos son populares. El hermano de John, Paulus, se convirtió en un destacado líder político y empresarial en St. Louis. Fundó la Bodega Gast en el barrio de Baden después de ser dado de baja del Ejército de la Unión en la guerra de Secesión en 1865, y ésta evolucionó hasta convertirse en la Cervecería Gast en el año 1900. El vino se enviaba a todo el país y la cervecería perduró hasta la década de los 40.

## Educación en Europa
John heredó el talento de su padre para la litografía y estaba inmensamente capacitado. Partió hacia Berlín en 1860 para terminar su educación durante la guerra civil estadounidense. Obtuvo un título de la Real Academia allí y regresó a St. Louis para trabajar en la empresa de su padre. Después de tres años, alrededor de 1867, se fue a París a estudiar arte.
El censo de 1870 lo muestra viviendo con sus padres en St. Louis, pero al cabo de un año ya estaba trabajando en Nueva York. Sus dibujos de París, Misuri y Nueva York de la época se encuentran en la colección del Museo Autry.

## Vida y carrera artística en Nueva York
Se casó con Augusta Marie Catherine Stohlmann (1841-1924) de Nueva York alrededor de 1870. La pareja residía en 297 Adelphi Street en Brooklyn. Tuvieron al menos tres hijos. Su hijo John sobrevivió sólo un año, su hijo Karl se casó pero murió a los 20 años, y su hija Mary Louise Katherine Gast (1879-1940) sobrevivió hasta la edad adulta.
En Nueva York, John Gast ayudó a lanzar el New York Daily Graphic, un periódico que tenía una sección litográfica especial.  Trabajó en el periódico durante unos cinco años, pero luego fundó su propia empresa de litografías, Gast and Company. John recibió patentes para varios procesos y equipos de litografía, como una pantalla litográfica especial que permitía la impresión en color.

Su empresa se convirtió en Photo-chrome Company y más tarde en Grey and Company. Se le considera el inventor del proceso de litografía de tres colores. Su mala salud le obligó a alejarse de sus negocios. Murió de cáncer de hígado en 1896 en Nueva York a la edad de 53 años.

## Obras artísticas destacadas
Su cuadro más famoso fue American Progress, encargado por George Crofutt, un editor que reprodujo la pintura en sus numerosas guías de viaje al Oeste americano.  La pintura glorificó la expansión hacia el oeste y se considera el equivalente estadounidense de La Libertad guiando al pueblo (1830) de Eugène Delacroix. Otras pinturas de Gast incluyen: Acantilados en el Mississippi debajo del Arsenal (1865), Ángel sentado en la cima de la montaña (1871), sin título (madre ajustando una manta...) (década de 1870), American Prostonewares (1872) y Homeward (un barco navegando bajo cielos oscuros, pintado el 24 de marzo de 1896, unos meses antes de su muerte y quizás su último trabajo). Sus obras generalmente están firmadas y fechadas.